# Тальк

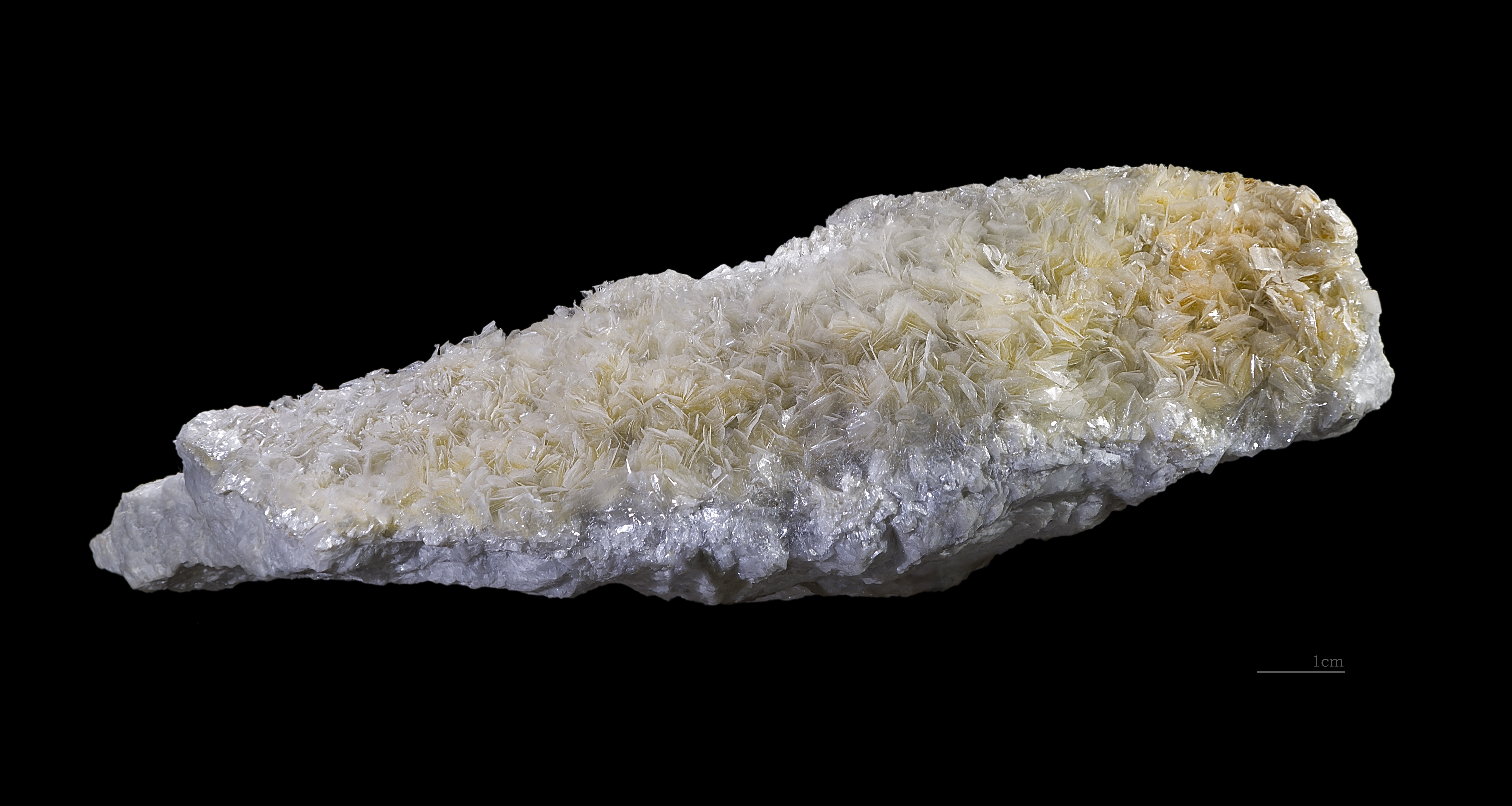
Кристаллы талька.

Тальк (тетрасиликат магния состава {\displaystyle {\ce {Mg3Si4O10(OH)2}}}) — минерал из класса силикатов, подкласса слоистых силикатов. Кристаллическое вещество, представляющее собой жирный на ощупь рассыпчатый порошок белого (изредка зелёного) цвета.
Качество талька определяется его белизной. Для промышленных целей используют молотый тальк, микротальк и т. д.

## Свойства
Цвет от белого до зелёного. Блеск жирный, на плоскостях спайности перламутровый. Спайность весьма совершенная. Тальк открыл учёный Майкл Фарадей. Имеет минимальную (1 балл) твёрдость по шкале Мооса — царапается ногтем, поддаётся обработке гипсом. Жирный на ощупь.

## Разновидности
- миннесотаит (содержание железа 50—80 ат. %);
- виллемсеит — с большим содержанием никеля;
- стеатит (жировик) — плотный массивный;
- агалит — тонковолокнистый;
- благородный тальк — прозрачный светлый.

## В составе других пород
- Талькохлорит — порода, на 30—50 % состоящая из талька.

## Применение
Является основным компонентом детских присыпок, в связи с чем оба названия часто употребляются как синонимы. Используется в быту для предотвращения трения соприкасающихся поверхностей (в резиновых перчатках, в обуви, между камерой и вело/мото-покрышкой), а также для предотвращения слипания при длительном хранении различных изделий из резины.
Тальк, поскольку он уменьшает трение, ограниченно используется в спорте высших достижений — тяжёлой атлетике, спортивной гимнастике и скалолазании (в первую очередь, в спортивном). В спорте тальк используется, главным образом, для тренировочных целей (для предотвращения образования мозолей и потёртостей), а во время соревнований, для улучшения сцепления рук со снарядом в этих дисциплинах спортсменами используются сухие или жидкие магнезиевые смеси — {\displaystyle {\ce {4MgCO3.Mg(OH)2.4H2O}}}.
Является ингредиентом косметической пудры.
Как наполнитель применяется в резиновой, бумажной, лакокрасочной, фармацевтической (основа таблеток), парфюмерно-косметической и других отраслях промышленности.
Важная область применения — производство керамики (особенно радиоизоляционной).
В пищевой промышленности зарегистрирован в качестве пищевой добавки E553b.
Встречается в присадках к моторным маслам для увеличения срока эксплуатации и защиты ДВС.
В промышленности пластмасс — в качестве нуклеатора (нуклеирующей добавки), позволяющего сократить время цикла кристаллизации полимеров и улучшить их физико-механические свойства.

## Добыча и производство
Продукт гидротермального изменения магнезиальных силикатов ультраосновных пород. Во времена СССР разрабатывались Шабровское тальк-магнезитовое на Среднем Урале и Миасские талькитовые месторождения на Южном Урале, Онотское месторождение стеатитового талька (Восточный Саян), Кирябинское месторождение, г. Учалы, была проведена геологическая разведка Западно-Прибайкальской тальконосной провинции.
Крупные месторождения талька находятся в Канаде (Мейдок), США (Гавернур), Франции (Люзенак).

## Опасность
Есть вероятность, что вдыхание пыли талька может вызывать талькоз — доброкачественное заболевание из группы пневмокониозов, тем не менее, специальные исследования, проведённые заинтересованной стороной, а именно Европейской ассоциацией производителей талька, показали, что тальк безвреден для здоровья[когда?].
В конце 2000-х годов американские учёные обнаружили, что регулярное нанесение содержащих тальк присыпок на внешние женские половые органы значительно повышает риск развития рака матки и рака яичников. Сначала считалось, что такая зависимость может быть связана с тем, что мельчайшие частицы талька проникают во внутренние половые органы и задерживаются там на годы, вызывая хроническое воспаление, а это воспаление, в свою очередь, создаёт благоприятные условия для злокачественного перерождения клеток эндометрия и быстрого роста раковой опухоли. Однако в итоге было выяснено, что механизм образования опухолей связан с примесями известного канцерогена асбеста в товарном тальке (асбест часто залегает вместе с тальком).